# Shelby megye (Missouri)
Shelby megye az Amerikai Egyesült Államokban, azon belül Missouri államban található. Megyeszékhelye Shelbyville, legnagyobb városa Shelbina. Lakosainak száma 6103 fő (2020. április 1.). Shelby megye Knox, Monroe, Marion, Lewis és Macon megyékkel határos.

## Népesség
A megye népességének változása:
| Lakosok száma | 6366 | 6231 | 6227 | 6177 | 6128 | 6103 |
|               | 2010 | 2011 | 2012 | 2013 | 2015 | 2020 |